# Трудді Чейз
Трудді Чейз (англ. Truddi Chase, 13 червня 1935 — 10 березня 2010) — американська письменниця. Вона найбільш відома завдяки книзі Коли виє кролик (1987), автобіографії про її життя з діагнозом «дисоціативний розлад ідентичності».

## Життя
Згідно з її особистими свідченнями, Трудді Чейз народилася в садибі поблизу Ганіой-Фоллз, штат Нью-Йорк, і виросла у квартирі в тому ж місті. В автобіографії та численних інтерв'ю Чейз розповідала, що в дитинстві та підлітковому віці неодноразово зазнавала жорстокого сексуального та фізичного насильства з боку вітчима, а також побоїв і нехтування з боку матері. За її словами, вона завжди пам'ятала, що домагання та знущання відбувалися з дворічного віку, але не могла зосередитися на деталях до початку терапії. Згідно з її автобіографією, Трудді Чейз не було її справжнім ім'ям при народженні. У віці 16 років вона втекла з сім'ї, де над нею знущалися, і змінила ім'я на «Трудді Чейз», щоб батьки не розшукали її. В інтерв'ю «Чикаго Триб'юн» Труді Чейз описала, як її інші особистості залишалися «сплячими», доки стреси в її середньому віці не викликали сильну тривогу, яка врешті-решт розплутала всі її частини. У 1979 році Труді Чейз вперше зіткнулася зі своєю іншою ідентичністю. Вона описала взаємодію між багатьма персонажами своєї особистості, а також взаємодію між її ідентичностями з її фізичним тілом. Саме під час сеансів з гіпнотерапевтом, доктором Робертом Філліпсом, вона виявила, що має 92 ідентичності.
Чейз вирішила не інтегрувати свої ідентичності в одне ціле, а натомість прийняти свої частини в команду, яка співпрацює. У своїй книзі вона описує, як виступала перед засудженими педофілами, щоб пояснити свою історію насильства та попередити про психологічне спустошення, яке насильство над дітьми завдає своїм жертвам.
У 1987 році Чейз опублікувала автобіографію Коли виє кролик (англ. When Rabbit Howls), яка була написана з точки зору її багатьох особистостей. Вона починається зі вступу від її терапевта, доктора-психолога Роберта Філліпса, а потім представляє досвід Трудді Чейз з її 92 особистостями.
Під час презентації книги 21 березня 1990 року на шоу Опри Вінфрі, Чейз обговорювала своє життя з ведучою Опрою Вінфрі, в тому числі про свої 92 різні особистості. Її розповідь про своє життя зворушила Вінфрі до сліз. Ведуча сказала Чейз: «Я пройшла весь шлях до правди для себе, а також змогла набагато легше порозумітися з нею, що відбувається, коли ти відкриваєшся». Чейз також заявила, що репортер «Washington Post» розшукав її сім'ю, включаючи вітчима, який заперечував насильство над Чейз, але інші члени сім'ї Чейз підтвердили її розповідь.
У 1990 році книга була адаптована у двосерійний мінісеріал ABC під назвою Голоси всередині: Життя Трудді Чейз, головну роль у якому зіграла Шеллі Лонґ.
Труді Чейз померла 10 березня 2010 року у своєму будинку в Лорелі, штат Меріленд, у віці 74 років.

## У ЗМІ
Письменник Ґрант Моррісон надихнувся першими мемуарами Чейз, коли став співавтором супергероїні коміксів DC Comics — Божевільної Джейн, яка вперше з'явилася у серії коміксів «Фатальний патруль» в 1989 році, а потім була адаптована у телесеріалі, в якому Джейн зіграла Діана Ґерреро.